# Lyot (cràter marcià)

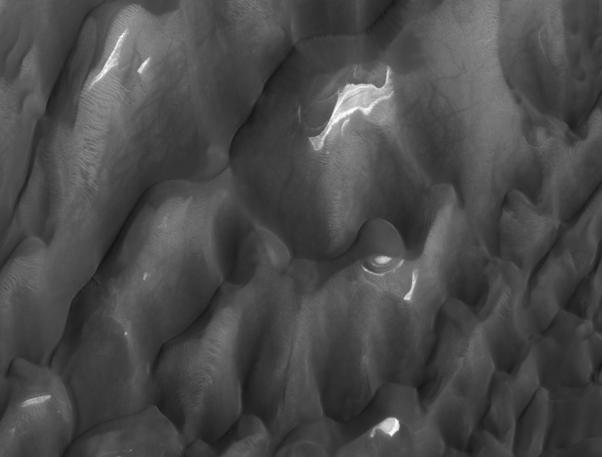
Dunes a Lyot (imatge HiRISE), amb enderrocs en to clar i diables de pols.

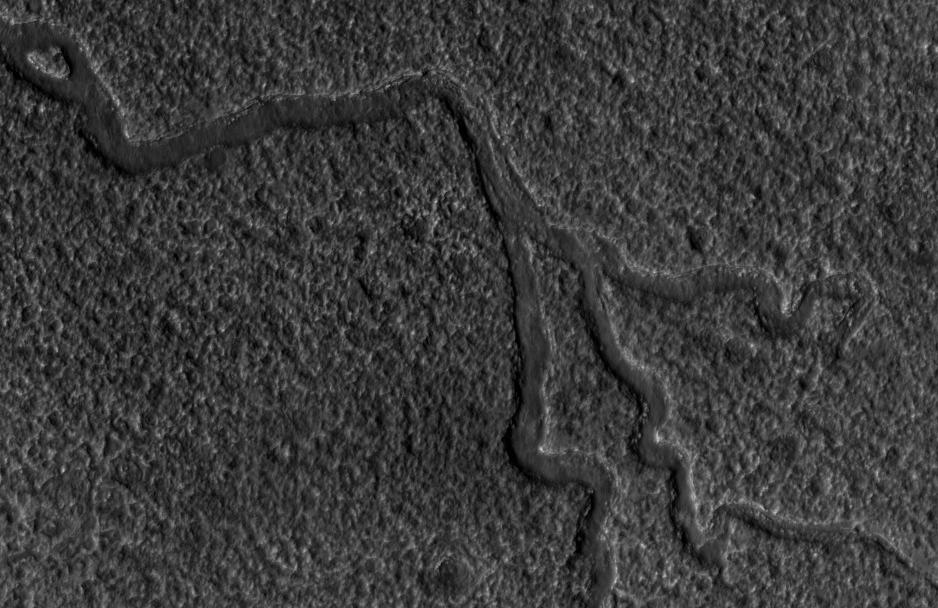
Canals a Lyot

Lyot és un cràter d'impacte de grans proporcions del planeta Mart situat al Nord-Oest del cràter Moreux, al Nord de Cerulli, al Nord-Est de Bamberg i al Sud-Est de Kunowsky, a 50.5° Nord i 29.3º Est.
L'impacte va causar una depressió de 236 quilòmetres de diàmetre. El nom va ser aprovat en 1973 per la Unió Astronòmica Internacional, en honor de l'astrònom francès Bernard Lyot (1897-1952).